# 에코파시즘
에코파시즘(ecofascism)은 사상적으로 두 가지 뜻을 가지고 있는 단어이다. 하나는 주로 극우 쪽에서 생태주의를 비판할 때 사용하는 정치적 단어이며, 다른 하나는 파시스트 등 전체주의 정권과 같은 국가주의적 파시즘의 환경 보호 정책과 그를 기반으로 한 생태주의 사상을 의미한다.
마이클 E. 짐머만은 에코파시즘을 "전체주의적 정부가 '자기네 국가의 민족'이 잘 살 수 있도록 아름다운 자연을 가진 땅을 가져야 한다며 적극적으로 움직이는 사상"이라 정의한다. 여기서 전체주의 정권의 환경 정책은 나치당의 표어들 중 피와 땅이란 표현이 있다는 점, 동물보호법을 발안했다는 점 등이 증거로 제시된다. 하지만 루마니아 철위대가 루마니아 마을과 환경을 파괴하는 '유대인'을 물리쳐야 한다거나, 이탈리아 파시스트들이 원시적 자연을 예찬하고 근대성을 비판하는 등의 여러 발언 이외에는 독일 이외 타 전체주의 국가에서는 구체적인 환경 정책을 가지고 있지 않았다.
에코파시즘과 생태주의의 가장 큰 차이점은 국가와 민족에 대한 강조에서 비롯된다. 환경 보호를 중시함에 있어서는 동일하나, 생태주의는 민족에 방점을 찍지 않으며, 다양성 존중을 우선 가치로 둔다. 반면 에코파시스트는 환경 파괴의 원인을 타 민족에 두어 민족우월을 강조하고 다른 민족의 제거를 정당화하는데 사용한다. 특히 이러한 '에코파시즘'이 환경보호에 진정성이 있는지 의문을 두는 회의론자들은 나치가 만든 환경보호법들이 전쟁이 시작되면서 무시되고 환경단체들이 힘을 잃었다는 것을 근거로 든다. 오히려 이들의 생태주의적 레토릭을 이용해서 민족주의를 강조하고 필요하다면 마구잡이로 난개발했음을 주목한다.

## 같이 보기
- 나치 독일의 동물보호법
- 생태자본주의
- 생태사회주의
- 에코테러리즘
- 환경 운동
- 환경 인종차별